# Nursia mimetica
Nursia mimetica is een krabbensoort uit de familie van de Leucosiidae. De wetenschappelijke naam van de soort is voor het eerst geldig gepubliceerd in 1906 door Giuseppe Nobili. De soort werd ontdekt in de Gambiereilanden in Frans-Polynesië.